# Hotel Des Arts

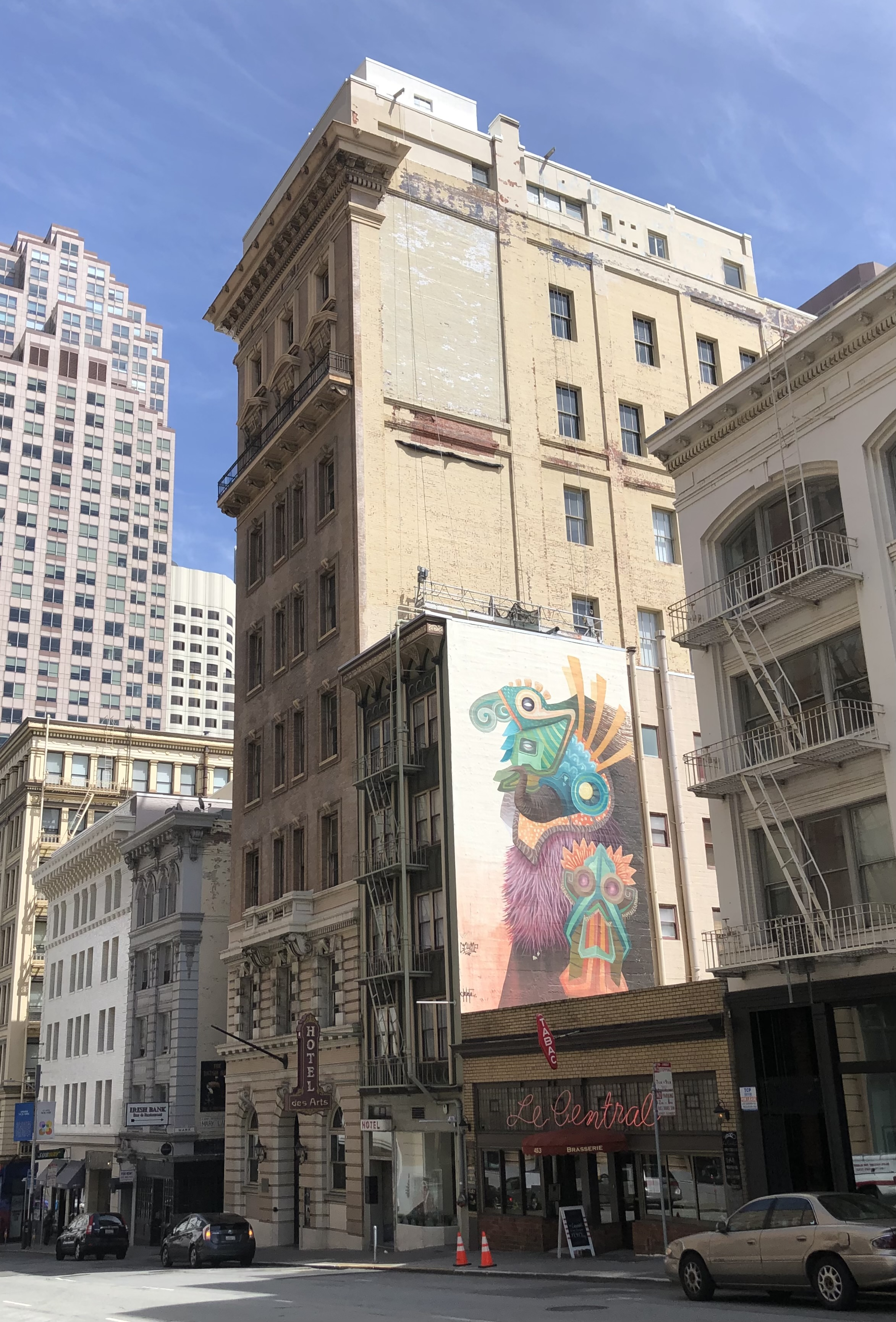
Hotel Des Arts, 2023

Das Hotel Des Arts ist ein Hotel in San Francisco, Kalifornien.

## Lage
Das Hotel befindet sich an der Adresse 447 Bush Street auf der Südseite der Bush Street in San Francisco.

## Ausstattung und Geschichte
Das Hotel Des Arts wurde 2005 eröffnet und verfügt über 51, zumeist eher kleinere Zimmer. Zur Eröffnung waren 16 der Zimmer von regionalen Künstlern gestaltet, zwischenzeitlich stieg die Zahl auf 38. Die Künstler wurden von der Start SOMA Galerie ausgewählt. Es sind verschiedenste Stilrichtungen vertreten, wobei vor allem Straßen- und Graffitikünstler dominieren.
Besonders bekannt wurde das von Tim Gaskin im Zimmer 404 geschaffene Werk. Er brachte Wandgemälde mit Darstellungen von Madonna an die Wände und kombinierte sie mit Logos der Luxusmarke Louis Vuitton und schuf so zum einen eine Hommage und zum anderen eine Konsumkritik. Die Firma Vuitton übersandte ein Unterlassungsschreiben und forderte die Entfernung des Kunstwerks. Das Hotel wies die Forderung mit Verweis auf die Kunstfreiheit zurück.

## Künstler
Die nachfolgenden Künstler gestalteten die jeweils angegebenen Zimmer (Stand 2010):
- Alayna, 207
- Brad K. Alder, 211
- Scatha Allison, 503
- Apex, 407
- Brian Barneclo, 301
- Chor Boogie und Maya Hayuk, 310
- Chaz (London Police), 305
- David Choe, 304
- David DeRosa, 302
- Kate Durkin, 507
- Nome Edonna, 505
- Brian Ermanski, 506
- Shepard Fairey und Tricia Choi, 210
- Jeremy Fish, 412
- Sam Flores, 204
- Tim Gaskin, 404
- Terrance Hughes, 212
- Jeremyville, 306
- Dave Kinsey, 411
- Owen Maigret, 403
- MATSU-MTP und MISK, 401
- Jet Martinez, 208
- Buff Monster, 303
- Casey O’Connell, 405
- Bask und Tes One, 408
- Kelly Ording, 308
- Eric Orr, 508
- Chris Pastras und Josh Feldman, 410
- Plasticgod, 312
- Punkadelik, 311
- Regis Silva und Bloum, 501
- Anthony Skirvin, 307
- Damon Soule, 206
- Sugarluxe, 504
- Kelly Tunstall, 201
- Vinyl Killer, 406
- Peat Wolleager, 402
- Christopher Ybarra, 205